# Covăsânț (gmina)
Covăsânț – gmina w Rumunii, w okręgu Arad. Obejmuje tylko jedną miejscowość Covăsânț. W 2011 roku liczyła 2573 mieszkańców.